# Кејхусрев III
Кејхусрев III (ст. тур. كَیخُسرو سوم, тур. III. Keyhüsrev) или пуним именом Гијас ад-Дин Кејхусрев ибн Килиџ Арслан (ст. тур. غياث الدٖين كيخسرو بن قلج ارسلان, тур. Gıyâseddin Keyhüsrev bin Kılıç Arslan; 1259 — Ерзинџан, март 1284), био је селџучки румски султан (1265—1284). Током његове владавине султанат Рум је био у увеликом опадању и вазал Илканата, монголског каната са центром у Персији. Сам султан имао је врло мало удела у правој власти, нешто због своје малолетности, а нешто због вазалног положаја. Сву власт је имао илканатски званичник Перване, а после њега Сахиб Ата.
Био је син румског султана Килиџа Арслана IV. Године 1265. пошто се побунио против свог везира Перванеа, који је фактички управљао султанатом, Килиџ Арслан је погубљен у Амасији, а малолетни Кејхусрев постављен на престо под туторством истог везира. Сам султанат се тада пружао од историјских области Киликије и Памфилије на југу, до Црног мора, и од Писидије и Мизије на западу до граница Мале Јерменије, укључујући и највећи део Фригије и Кападокије, Понт и још неколико територија на истоку данашње Турске, укључујући и Ерзурум.
Земља је била у тешкој спољнополитичкој ситуацији, између свог немилосрдног сизерена на истоку, монголског Илканата, и Византије на западу. Византија је са Илканатом склопила савез тако што се царева кћерка Марија удала за илкана Абаку 1265. године. Овим дипломатским маневром, византијски цар Михаило VIII Палеолог онемогућио је било какво озбиљније деловање султаната против Византије. И поред тога, постојале су извесне понуде о заједничком деловању против исте. Пошто је 1267. године са папом, бившим латинским царем и ахајским кнезом склопио савез који је имао за циљ обнову Латинског царства, сицилијански краљ Карло I Анжујски је, тражећи још савезника за свој подухват, послао изасланике балканским земљама, Кејхусреву, па и самом илкану. Међутим, за ово није било довољног интересовања у Азији. Са друге стране, релативна опасност за султанат јавила се 1275. године у преговорима између папе Гргура X и цара Михаила. Папа, који је припремао нови крсташки рат, пристао је на цареву понуду да крсташи пређу преко византијске територије и да се истовремено преотме Анадолија од Турака и Монгола. Међутим, услед папине смрти почетком следеће године, до крсташког рата није дошло.
Године 1275. дошло до похода египатског мамелучког султана Бајбарса у Сирију, што је оштро погађало интересе Илканата. Перване је успео да Бајбарса одврати од напада на Анадолију, па је султан упао само у Јерменско краљевство Киликију. Од тог тренутка, Перванеова оданост илкану доведена је у питање, нарочито после антимонголких деловања међу анадолијским емирима, нарочито у југоисточним областима, охрабреним офанзивом муслиманског египатског султана. Монголи су одговорили погубљењем гувернера Нигдеа и нападом на Караманиде, али то није успело да предупреди устанак. Караманидски вођа Мехмед I успео је да порази удружену селџучко-монголску војску на реци Гексу, а затим покушао да ступи у контакт са Кејхусревовим стрицем бившим султаном Кејкавусом II, који се налазио у егзилу на Криму.
Године 1277. сам Бајбарс је упао у султанат и поразио монголску војску код Елбистана, којој Перване није пружио помоћ, већ је заједно са Кејхусревом побегао у Токат. Мехмед је затим заузео Конију, где се прогласио за везира, а за султана прогласио Ала ад-Дин Сијавуша, наводног сина Кејкавуса II. Међутим, пошто је ушао у Кајсери, Бајбарс се повукао, а ускоро су стигла монголска појачања и побуна је угушена. Уследиле су одмазде Монгола над великодостојницима султаната који су пришли побуни или били сувише малодушни да исту угуше; Мехмед, Сијавуш и Перване били су погубљени. Перванеа је на месту везира наследио Сахиб Ата, који је уместо већ пунолетног султана наставио да фактички управља султанатом.
Током Кејхусревове владавине, тачније крајем 1271. или 1272. године, кроз Румски султанат је прошао млетачки путник Марко Поло, заједно са оцем и стрицем Николом и Мафеом Полом. Марко Поло је донео опис земаља којима је Кејхусрев владао, а које он назива Туркменија:
Становници Туркменије могу да се поделе на три класе. Туркмени, који поштују Мухамеда и придржавају се његовог закона, јесу прости људи, слабе разборитости. Они живе на планинама и на тешко приступачни местима, где им је циљ да пронађу добре пашњаке за своју стоку, будући да у потпуности живе од животињске хране. Ту постоји и изванредна раса коња коју зову туркменском, као и добре мазге које се продају по папреној цени. Друга класа су Грци и Јермени, који насељавају градове и утврђења, а живе од трговине и производње. Ту се израђују најлепши и најбољи ћилими на свету, такође и свила у црвеној и другим јарким бојама. Њихови су градови Когни, Кајсерија и Севаста, у последњем од којих је Свети Блаж завредео небеску круну мученичку. Сви они су потчињени Великом кану, цару источних Татара, који им поставља владара.
За време Кејхусревове владавине почиње распад Румског султаната. Везир Перване је као домен своје породице из султаната фактички издвојио црноморску обалу са центром у граду Синопу. Затим су на западним деловима султаната, готово независни, егзистирали бројни емирати. Емири су упадали на византијску територију, све чешће и у све већем броју, готово и не наилазивши на отпор, јер византијски систем пограничне одбране више није постојао, а царство, иначе без довољно војних и финансијских средстава, било је преокупирано питањима у Европи. У то време, а нарочито после смрти Михаила VIII 1282. године, дешавало се да су неисплаћени византиски граничари у Малој Азији напуштали своје положаје, или да су трупе намењене одбрани Мале Азије пребациване на европска бојишта. Георгије Пахимер, византијски историчар и савременик догађаја, говори:
На тај начин источне покрајине су слабиле, док су Персијанци постајали све дрскији и упадали у земље које су остале без икакве одбране.
Једним од ових емирата владало је племе Каји, на чијем је челу био Ертугрул, а после његове смрти 1281. године његов син Осман, по коме ће се оно назвати Османским. Осман је столовао у Битинији.
Користећи немире који су избили у Илканату после смрти Абаке 1282. године, Кејхусрев се следеће године, у савезу са монголским анадолијским гувернером Конкуртајем, побунио против новог илкана Ахмеда. После слома побуне, Кејхусрев је у марту 1284. године погубљен у Ерзинџану. Сахрањен је у Ала ад-Диновој џамији у Конији. На престолу га је наследио брат од стрица, син поменутог Кејкавуса II, Месуд II.
Кејхусрев III је иза себе оставио два сина, који су убијени у борбама за власт непосредно након његове смрти. Могуће је да је његов син Килиџ Арслан V, по неким изворима последњи румски султан, чије постојање уопште није доказано.

## Галерија
- Новчић Килиџа Арслана IV, Кејхусревовог оца, искован у Сивасу 1248. или 1249. године.
- Илканат, монголски канат са центром у Персији. Румски султанат је био његов вазал.
- Статуа Мехмеда I у Караману.